# Aleksandre Metreweli
Aleksandre Metreweli (gruz.ალექსანდრე მეტრეველი; ros.Александр Ираклиевич Метревели) (ur. 2 listopada 1944 w Tbilisi) – radziecki tenisista pochodzenia gruzińskiego.

## Kariera tenisowa
Metreweli był pierwszym znanym tenisistą ze Związku Radzieckiego.
W 1962 roku doszedł do finału Wimbledonu w grze pojedynczej chłopców, w którym poniósł porażkę ze Stanleyem Matthewsem.
Już jako zawodowiec we wszystkich wielkoszlemowych turniejach dochodził co najmniej do ćwierćfinału, a swój najlepszy wynik ustanowił w 1973 roku podczas Wimbledonu, gdzie doszedł do finału. Spotkanie o tytuł przegrał z Janem Kodešem. Dwa razy osiągnął finał Wimbledonu w konkurencji gry mieszanej.
W przeciągu kariery 29 razy został mistrzem kraju.
W latach 1963–1979 reprezentował ZSRR w Pucharze Davisa. Zagrał łącznie w drużynie narodowej 105 meczów, z których w 80 zwyciężył.

### Finały w turniejach wielkoszlemowych

#### Gra pojedyncza (0–1)
| Końcowy wynik | Nr | Data | Turniej           | Nawierzchnia | Przeciwnik | Wynik finału     |
| ------------- | -- | ---- | ----------------- | ------------ | ---------- | ---------------- |
| Finalista     | 1. | 1973 | Wimbledon, Londyn | Trawiasta    | Jan Kodeš  | 1:6, 8:9(5), 3:6 |

#### Gra podwójna (0–2)
| Końcowy wynik | Nr | Data | Turniej           | Nawierzchnia | Partnerka     | Przeciwnicy                       | Wynik finału  |
| ------------- | -- | ---- | ----------------- | ------------ | ------------- | --------------------------------- | ------------- |
| Finalista     | 1. | 1968 | Wimbledon, Londyn | Trawiasta    | Olga Morozowa | Margaret Smith Court Ken Fletcher | 1:6, 12:14    |
| Finalista     | 2. | 1970 | Wimbledon, Londyn | Trawiasta    | Olga Morozowa | Rosie Casals Ilie Năstase         | 3:6, 6:4, 7:9 |